# Cyema atrum
Cyema atrum ist eine wenig erforschte Fischart aus der Ordnung der Aalartigen (Anguilliformes). Sie kommt weltweit in allen Ozeanen in Tiefen von 330 bis 5100 Metern vor.

## Merkmale
Cyema atrum hat einen schwärzlichen, seitlich abgeflachten Körper, der für Aalartige relativ kurz ist und dessen Form mit der eines Dartpfeils verglichen wird. Die Fische werden 13 bis 15 cm lang. Rücken- und Afterflosse stehen sich symmetrisch gegenüber, beginnen über bzw. unter der Mitte des Körpers, werden nach hinten hin zunehmend höher und überragen mit ihren ausgezogenen Spitzen die  Schwanzflosse. Diese besteht nur aus wenigen kurzen Flossenstrahlen. Die kleinen Kiemenöffnungen stehen weit unten am Körper unterhalb der kleinen Brustflossen. Die schmalen, schnabelförmigen Kiefer stehen ähnlich wie bei den Schnepfenaalen (Nemichthyidae) bogenförmig auseinander und können nicht geschlossen werden. Beide sind mit dicht zusammen stehenden, winzigen, nach hinten gebogenen Zähnen besetzt, die in der Regel in der Form eines Quincunx angeordnet sind.

## Systematik
Art und Gattung wurden im Jahr 1878 durch den deutschen Zoologen Albert Günther beschrieben. Die beiden Typusexemplare wurden während der Challenger-Expedition gefangen. Der amerikanische Ichthyologe Charles Tate Regan führte 1912 für die Gattung die zunächst monotypische Familie Cyematidae ein, der 1978 auch die Art Neocyema erythrosoma zugeordnet wurde. Ein DNA-Vergleich eines südöstlich von Grönland gefangenen adulten Exemplars von Neocyema erythrosoma und eines in der Sargassosee gefundenen Leptocephalus mit Cyema atrum und weiteren Tiefseeaalen ergab jedoch keine nähere Verwandtschaft der beiden Arten. Neocyema erythrosoma ist die Schwestergruppe einer gemeinsamen Klade des Pelikanaals (Eurypharyngidae) mit den Sackmäulern (Saccopharyngidae), während Cyema atrum eine Klade mit den Einkieferaalen (Monognathidae) bildet. Für Neocyema erythrosoma wurde daraufhin die Familie Neocyematidae eingeführt. Die Familie Cyematidae ist damit wieder monotypisch.